# Gerald Brom
Gerald Brom (* 9. März 1965 in Albany, Georgia) ist ein US-amerikanischer Gothic- und Fantasy-Künstler und Illustrator.

## Jugend
Da sein Vater Pilot bei der Armee der USA war, musste er oft mit umziehen. In diesem Zuge lebte er unter anderem in Japan und Deutschland, wo er auch sein Abitur in Frankfurt am Main machte. Aufgewachsen in einer militärisch geprägten Umgebung, gewöhnte sich Gerald Brom daran, bei seinem Nachnamen angesprochen zu werden und signiert noch heute schlicht als BROM.

## Karriere
Mit 20 begann Brom, in Vollzeit als Illustrator zu arbeiten. Bereits wenig später im Alter von 21 zählte er renommierte Firmen wie Coca-Cola, IBM, Columbia Pictures und CNN zu seinen Kunden. Mit 24 arbeitete er fest für TSR und erschuf dort unter anderem Illustrationen für das Rollenspiel Dungeons & Dragons (speziell für die Kampagnen Vergessene Reiche und Dark Sun) sowie für Sammelkartenspiele wie Magic: The Gathering des Herstellers Wizards of the Coast.
Bei TSR blieb er vier Jahre, um 1994 als freier Künstler an den Markt zurückzukehren. Seitdem hat er Konzepte für Filme entworfen und Comics illustriert, insbesondere solche von DC, Chaos Comics und Dark Horse. Außerdem hat er für zahlreiche Hersteller von Computerspielen gearbeitet (z. B. iD, Blizzard, Sega und Activision).
Brom hat zudem zusammen mit der Firma Fewture eine eigene Fetisch-Spielzeug-Serie entworfen sowie Bronzen für Franklin Mint und Cover für diverse Romane (u. a. von Michael Moorcock, Terry Brooks, R.A. Salvatore, Edgar Rice Burroughs). Im Zuge dessen entstanden auch weitere Cover für Bücher aus dem Bereich Wizards of the Coast, unter anderem für die Fantasy-Reihe Krieg der Spinnenkönigin und Nachdrucke der Avatar-Reihe.
Brom lebt mit seiner Frau und zwei Söhnen in Seattle. 2019 wurde er in die Hall of Fame des Origins Award aufgenommen.

## Werke

### Bücher
- Der Kinderdieb (2010; Originaltitel The Child Thief, 2009), eine Adaptation der Peter-Pan-Geschichte
- The Devil's Rose (2007)
- The Plucker (2005)[2]
- Darkwerks: The Art of Brom (2000)
- Brom's Little Black Book
- Offerings
- Metamorphosis (2007) (beinArt) ISBN 978-0-9803231-0-8
- Krampus (Originaltitel Krampus: The Yule Lord). Knaur, München 2013. ISBN 978-3-426-65334-0
- Lost Gods (2016)
- Slewfoot (2021)

### Film & Fernsehen (als Konzept-Künstler)
- Van Helsing (2004)
- Scooby-Doo (2002)
- The Time Machine (2002) (nicht genannt)
- Ghosts of Mars (2001)
- Die Prophezeiung (2000)
- Cleopatra 2525 (2000) (Urheberrechtsverletzung, da nicht genannt)
- Sleepy Hollow (1999) (poster art)
- Farscape (1999) (Urheberrechtsverletzung, da nicht genannt)
- Galaxy Quest – Planlos durchs Weltall (1999)

### Computerspiele
- Dark Sun: Shattered Lands
- Dark Sun: Wake of the Ravager
- Dark Sun Online: Crimson Sands
- Diablo II
- Doom 2: Hell on Earth
- Dungeons & Dragons: Tower of Doom
- Dungeons & Dragons: Shadow over Mystara
- Heretic
- Heretic 2
- Pool of Radiance: Ruins of Myth Drannor
- Skyborg: Into the Vortex
- Hearthstone: Heroes of Warcraft

### Spiele
- Dark Age (Konzeptkünstler)
- Magic: The Gathering (Konzeptkünstler)
- Button Men